# トニー・デフランセスコ
アンソニー・ジョン・デフランセスコ（Anthony John DeFrancesco, 1963年4月24日 - ）は、アメリカ合衆国ニューヨーク州ロックランド郡サファーン出身の元プロ野球選手（捕手）、監督。右投右打。

## 経歴

### 現役時代
1984年のMLBドラフト9巡目（全体224位）でボストン・レッドソックスから指名され、プロ入り。9年間マイナーでプレーしたが、メジャーに昇格する事は無かった。
1994年に現役引退した。

### 引退後
1994年、引退したその年にオークランド・アスレチックス傘下のルーキー級アリゾナ・リーグ・アスレチックスで監督を務めた。
2003年にパシフィックコーストリーグ所属のAAA級サクラメント・リバーキャッツの監督に昇格した。初年度で、92勝を記録しその年のマイナーリーグ最優秀監督に就任した。
2004年も続投し、最終的に2007年まで監督を務めた。
2008年には、アスレチックスの三塁コーチを務めた。
2009年からは傘下のAAA級サクラメントの監督に復帰し、2010年まで務めた。
2011年から7年間はヒューストン・アストロズ傘下のAAA級球団の監督を務めた。その間、2012年8月19日に解任されたブラッド・ミルズ前監督の代行としてアストロズの監督代行に就任し、同シーズン終了まで務めた。また、2017年にもメジャーで一時的に三塁コーチを務めた時期がある。
2018年から2年間はニューヨーク・メッツ傘下のAAA級球団の監督を務めた。
2020年シーズンからはメッツで一塁コーチを務めるも、1年限りで退任した。

## 詳細情報

### 背番号
- 11（2008年、2012年、2020年）
- 37（2017年）